# Wannabe (Itzy-låt)
"Wannabe" är en låt framförd av den sydkoreanska tjejgruppen Itzy. Den gavs ut som singel från deras EP It'z Me den 9 mars 2020 genom JYP Entertainment. Låten är skriven och producerad av Galactika, som också producerade gruppens debutsingel "Dalla Dalla". Låten kombinerar house- och hiphop-produktion med tuggummipop-melodier.

## Musikvideo
Videon till "Wannabe" lanserades 9 mars 2020 tillsammans med EP:n It'z Me. Den redigerades av Naive Creative Production, som även ansvarade för videorna till "Dalla Dalla" och "Icy". I december 2021 hade videon över 400 visningar och 5,3 miljoner gillningar på Youtube och rankades på sjätte plats på Youtubes populäraste musikvideor i Sydkorea 2020. Den 15 mars publicerades även dansövningsvideon till "Wannabe" på Itzys officiella Youtube-kanal.

## Mottagande
"Wannabe" möttes av övervägande positiva recensioner från musikkritiker. J.M.K. från Billboard skrev att Itzys "typ av girl crush är mindre den kaxigt spydiga 'Look at you, now look at me' från Blackpink, och mer 'Look to me, now look at you!'" och att singeln "bjuder in oss till dans igen, förgyller en förvandlande electropop-beat och 2000-tals gitarrpop med karakteristiska fanfarer".

## Medverkande
Information från NetEase Music.

- Itzy — primär sång
- Woobin — komposition, trummor, keyboard
- GALACTIKA * — arrangemang
- FRIDAY. (GALACTIKA *) — bakgrundssång
- e.NA — bakgrundssång
- CHANG (GALACTIKA *) — trummor, bas, keyboard
- ATHENA (GALACTIKA *) — keyboards
- Kim Park Chella — gitarr, bas
- War of Stars * (GALACTIKA *) — låtskrivare, komposition, inspelning av bakgrundssång
- HONZO — digital redigering
- Lee Tae-seop — ljudmix
- Chris Gehringer — mastering

## Listplaceringar
| Lista (2022)                        | Högsta placering |
| ----------------------------------- | ---------------- |
| Kanada (Canadian Hot 100)           | 92               |
| Japan (Japan Hot 100)               | 23               |
| Malaysia (RIM)                      | 1                |
| Nya Zeeland Hot Singles (RMNZ)      | 22               |
| Singapore (RIAS)                    | 1                |
| Sydkorea (Gaon)                     | 6                |
| Sydkorea (K-pop Hot 100)            | 2                |
| USA World Digital Songs (Billboard) | 4                |